# Římskokatolická farnost Úpice
Římskokatolická farnost Úpice je územním společenstvím římských katolíků v rámci trutnovského vikariátu královéhradecké diecéze.

## O farnosti

### Historie
První zmínky o duchovní správě v Úpici jsou ze 14. století, kdy zde existoval dřevěný kostelík. V roce 1625 kostel spolu s městečkem vyhořel a při obnově městečka byl mezi lety 1627–1629 postaven kostel nový, přičemž šlo opět o dřevěnou stavbu. Až v letech 1698–1705 zde vznikl zděný kostel. Značná část nákladů byla pokryta z pozůstalosti úpického faráře, R.D. Martina Pelikána, který zemřel v roce 1692. Dne 18. října 1705 nový kostel vysvětil královéhradecký biskup Tobiáš Jan Becker. V Úpici byla v závěru 17. století postavena na starém hřbitově kaple svatého Michaela, poměrně drobná stavba oválného půdorysu. Iniciátorem stavby byl tehdejší farář, Martin Benedikt Hůlek, který je v hrobce pod touto kaplí také pohřben. Fara byla dlouhou dobu dřevěnou stavbou, až v roce 1823 byla postavena fara zděná. V roce 1946 upravili interiér kostela pracovníci ateliérů Břetislava Kafky z Červeného Kostelce. V roce 1979 došlo k úpravě liturgického prostoru v kostele, kde byl zřízen oltář "čelem k lidu" v duchu reforem po II. vatikánském koncilu (šlo o citlivou adaptaci zrušeného staršího bočního oltáře, původně dedikovaného svaté Anně). Během let 1986–1989 prošel kostel generální rekonstrukcí, na které se podílela kromě odborných pracovníků brigádně také řada místních farníků, včetně tehdejšího duchovního správce.
V rámci procesu slučování farností se úpická farnost rozšířila o dříve samostatnou farnost Markoušovice, která úředně zanikla k 1. lednu roku 2009. Markoušovický kostel je barokní stavba ze 70.-80. let 18. století, doplněná ve století 19. o věž představenou vstupnímu průčelí. Památková ochrana byla kostelu přiřknuta až v roce 1996.

#### Přehled duchovních správců
- 1968–1976 R.D. Karel Hodík (administrátor)
- 1976–1977 R.D. Vladimír Matějka (adm. ex currendo ze Rtyně v Podkrkonoší)
- 1977–2006 R.D. Václav Pospíšil (administrátor, později farář)

### Současnost
Farnost má sídelního duchovního správce, který pečuje pouze o tuto jedinou farnost. 
| Kostel                     | Místo             | Bohoslužba                         | Bohoslužba                          | Poznámka                |
| -------------------------- | ----------------- | ---------------------------------- | ----------------------------------- | ----------------------- |
| Kostel sv. Bartoloměje     | Batňovice         | neděle čtvrtek                     | 10.00 18.00 (mimo červenec a srpen) | filiální kostel         |
| Kaple sv. Jana Nepomuckého | Havlovice         | neslouží se pravidelně             | neslouží se pravidelně              | obecní kaple            |
| Kostel sv. Jana Křtitele   | Markoušovice      | 1. neděle v měsíci                 | 13.30                               | filiální kostel         |
| Kostel sv. Jakuba Staršího | Úpice             | neděle pondělí středa pátek sobota | 8.00 18.00 8.00 18.00 8.00          | farní kostel            |
| Kaple sv. Michaela         | Úpice             | neslouží se pravidelně             | neslouží se pravidelně              | kaple bývalého hřbitova |
| Kaple sv. Václava          | Velké Svatoňovice | neslouží se pravidelně             | neslouží se pravidelně              | obecní kaple            |